# Arteria tiroidea ima
L'arteria tiroidea ima (o arteria tiroidea di Neubauer o arteria tiroidea più bassa) è un'arteria della testa e del collo. È una variante anatomica che, quando presente, fornisce sangue alla ghiandola tiroidea principalmente, o alla trachea, alla ghiandola paratiroidea e alla ghiandola del timo (come arteria timica accessoria) in rari casi. È stata anche segnalata per essere un'arteria compensativa quando una o entrambe le arterie tiroidee inferiori sono assenti e in alcuni casi l'unica fonte di sangue alla ghiandola tiroidea. La sua origine,il suo afflusso di sangue e il territorio di irrorazione è estremamente vario ed è presente solo nel 3-10% della popolazione. A causa delle variazioni e della rarità, può portare a complicanze chirurgiche. 

## Struttura

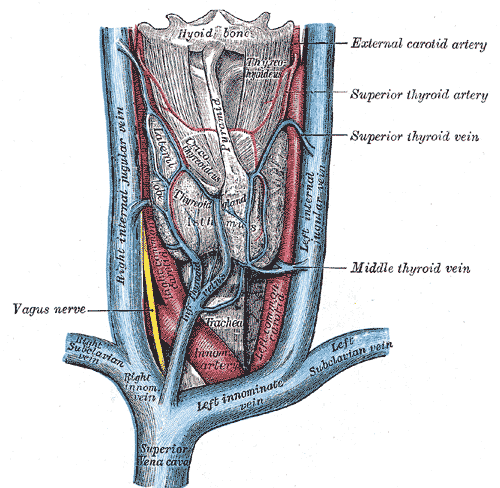
La vascolarizzazione della ghiandola tiroidea (arteria tiroidea non etichettata, ma sono visibili la regione di origine e la via)

L'arteria tiroidea è un'arteria embrionale e si presenta a causa della mancata chiusura del vaso, rimanendo aperto.
L'arteria ha un'origine variabile. Deriva principalmente dal tronco brachiocefalico, ma può anche provenire dall'arco aortico, dalla carotide comune destra, dalla succlavia, dall'arteria pericardiacofrenica, dal tronco tiroideo, dallo scapolare trasversale o dall'arteria toracica interna. Ascende di fronte alla trachea nel mediastino superiore alla parte inferiore della ghiandola tiroidea.
Si differenzia per dimensioni e varia dalle piccole arterie tiroidee accessorie alle dimensioni dei vasi tiroidei primari. Il diametro del lume dell'arteria varia da 3-5 mm. L'arteria può essere presente come arteria tiroidea accessoria ma a volte sembra compensare l'incompetenza o l'assenza di uno o più vasi tiroidei principali. Poiché inizia da sotto la ghiandola tiroidea e sale verso l'alto, è principalmente associato all'assenza o alla dimensione ridotta delle arterie tiroidee inferiori. In tali casi, è noto come l'arteria tiroidea inferiore accessorio. In rari casi, si è visto che l'arteria compensa l'assenza di una o entrambe le arterie tiroidee superiori.
Nei casi in cui la lunghezza dell'arteria tiroidea è più corta, l'arteria termina vascolarizzando la ghiandola del timo ed è nota come arteria timica accessoria.

## Funzione
Quando presente, il principale rifornimento di ima tiroide è la ghiandola tiroidea, sebbene fornisca anche la trachea. L'arteria può estendersi e fornire le ghiandole paratiroidi. Un'arteria osservata raramente, è più frequentemente segnalata nel contesto di ghiandole paratiroidi ingrossate (adenomi paratiroidei). L'arteria termina fornendo la ghiandola tiroidea, o le ghiandole paratiroidi, come una singola unità o come rami multipli. L'arteria si rivela anche l'unica fornitura della ghiandola paratiroidea in rari casi.

## Significato clinico
L'arteria è presente solo nel 3-10% circa della popolazione. L'arteria tiroidea è di importanza chirurgica; a causa delle sue dimensioni relativamente ridotte e della sua presenza rara può causare complicazioni come sanguinamenti gravi nella chirurgia del torace, della trachea, della tiroide o delle paratiroidi. La conoscenza della presenza dell'arteria è particolarmente importante durante la tracheotomia e la tiroidectomia. Poiché l'arteria è più piccola degli altri vasi tiroidei e ha origine da uno dei vasi più grandi, un taglio rapido durante l'esecuzione dell'intervento chirurgico può causare complicazioni come emorragia grave e significativa perdita di sangue. L'arteria, se sezionata, può sanguinare nel mediastino e complicare ulteriormente la condizione causando emorragia e coaguli nella cavità toracica.

## Storia
L'arteria tiroidea fu scoperta per la prima volta dall'anatomista tedesco Johann E. Neubauer nell'anno 1772. Quindi, è stato chiamata anche arteria tiroidea di Neubauer. L'arteria ha origine più in basso delle arterie tiroidee inferiori, quindi è anche conosciuta come l'arteria tiroidea più bassa.
Arteria tiroidea ima è il nome latino dell'arteria.

## Ima tiroidea nel mondo animale
La presenza di arteria tiroidea è osservata anche in altri primati superiori. L'arteria è stata segnalata in gorilla, gibboni, macachi e languri grigi. Sono state anche osservate variazioni nell'origine; si è scoperto che proviene dall'aorta nel torace o dalla carotide nel collo.